# Kladešćica
 Kladešćica  falu Horvátországban Zágráb megyében. Közigazgatásilag Szentivánzelinához tartozik.

## Fekvése
Zágrábtól 26 km-re északkeletre, községközpontjától 6 km-re északnyugatra, a Medvednica-hegységben fekszik. Üdülő jellegű hegyi település.

## Története
Lakosságát még településrészként 1948-ban számlálták meg először önállóan, ekkor 96-an lakták. 1953-tól önálló lakott település.
2001-ben 2 férfi lakosa volt, ezzel a megye legnéptelenebb településének számít.

## Külső hivatkozások
Szentivánzelina község hivatalos oldala